# غيرهارد شرودر
غيرهارد فريتز كورت شرودر (بالألمانية: Gerhard Fritz Kurt Schröder) (مواليد 7 نيسان 1944)، سياسي ألماني شغل منصب مستشار ألمانيا في الفترة من 1998 إلى 2005، حيث كان أهم مشروع سياسي له هو أجندة 2010. وبوصفه عضواً في الحزب الديمقراطي الاجتماعي (SPD) قاد حكومة ائتلافية مؤلفة من حزبه وحزب الخضر. قبل أن يتفرغ للسياسة كانت مهمته هي المحاماة، وقبل أن يصبح مستشارا شغل منصب رئيس وزراء ولاية سكسونيا السفلى (1990-1998). بعد الانتخابات الاتحادية التي خسرها حزبه عام 2005، تولت أنغيلا ميركل بعد ثلاثة أسابيع من المفاوضات منصب المستشار وهي من الحزب المنافس الاتحاد الديمقراطي المسيحي. يشغل حالياً منصب رئيس مجلس إدارة شركة Nord Stream AG وشركة Rosneft الروسية، بعد أن تم تعيينه كمدير عالمي من قبل بنك الاستثمار روتشيلد، وأيضاً رئيس مجلس إدارة نادي هانوفر 96 لكرة القدم.

## بداية حياته
شرودر هو ابن عائلة بسيطة تتكون من خمسة أفراد، سقط أبوه في الحرب العالمية الثانية في رومانيا. أكمل تعليمه المهني 1961 وانضم للنقابات العمالية آنذاك. أيضا كان لاعب كرة قدم في نادي محلي في منطقته. تمكن بين عامي 1964 و1968 من اتمام شهادة الثانوية الألمانية، بين عامي 1966 و1971 درس شرودر المحاماة في جامعة غوتنغن. بين 1971 و1976 تمكن من إتمام جميع الامتحانات لكي يبدأ بممارسة مهنته كمحامي في عام 1976. مارس هذه المهنة بين عامي 1976 و1990. أصبح رئيس ولاية ساكسونيا السفلى عام 1990 بعد فوز حزبه بالانتخابات هناك. فاز مرة أخرى في الانتخابات التالية عام 1994، ولكن هذه المرة بأغلبية مطلقة. اختاره حزبه لتزعم حملته الانتخابية عام 1998.

## مستشار ألمانيا (1998 - 2002)
فاز حزبه الحزب الديمقراطي الاجتماعي الألماني في انتخابات ألمانيا النيابية عام 1998، بعد 16 عام من حكم حزب الاتحاد الديمقراطي المسيحي بزعامة هيلموت كول، وأصبح شرودر مستشار ألمانيا الجديد. عدم تمكن الحزب من الحصول على أغلبية مطلقة في الانتخابات، أدى إلى دخوله في حكومة ائتلاف مع حزب الخضر، الذي بدوره يصل لأول مرة في تاريخه الحديث إلى سدة الحكم في ألمانيا. كانت أهم التحديات التي واجهت حكومة شرودر الأولى هي نسبة البطالة العالية والكساد الاقتصادي في البلاد. أضف إلى ذلك عبء إعادة بناء اقتصاد الجزء الشرقي من ألمانيا (ألمانيا الشرقية سابقا). دعمت حكومته بقوة نمو الاتحاد الأوروبي، كما عارض التدخل العسكري الأمريكي في العراق وركز على الحل السلمي للمشكلة.

## مستشار ألمانيا (2002 - 2005)
بعد سيطرة حزب الديمقراطيين المسيحيين على 11 ولاية ألمانية من أصل 16، وخاصة بعد هزيمة حزب ألمانيا الديمقراطي الاجتماعي في آخر انتخابات في ولاية شمال الراين - وستفاليا أكبر ولايات ألمانيا سكانا عام 2005، قرر شرورد وبطريقة مفاجئة تعجيل إجراء انتخابات نيابية قبل موعدها الرسمي بعام، علل شرودر خطوته هذه بأنه يريد أن يتأكد من ثقة الشعب الألماني فيه وفي سياسته الإصلاحية وإلا فأنه لا يستحق هذا المنصب.

## انتخابات 18 أيلول/سبتمبر 2005
حصل حزب شرودر الحزب الديمقراطي الاجتماعي الألماني على المركز الثاني بنسبة 34,2% في هذه الانتخابات بعد الحزب المنافس حزب الديمقراطيين المسيحيين بزعامة أنغيلا ميركل بنسبة 35,1%. أتت النتيجة مفاجئة وعلى عكس التوقعات بهزيمة حزب شرودر بنسبة كبيرة. ادعي شرودر في أول رد بعد إعلان نتائج الانتخابات بأن الألمان اختاروه مجددا وأنهم غير راضون على ميركل كي تصبح هي مستشارة ألمانيا.

## اعتزاله
بعد مفاوضات شاقة مع الحزب المنافس حزب الديمقراطيين المسيحيين بزعامة أنغيلا ميركل، قرر الحزبان الدخول في حكومة ائتلاف بدون شرودر وتحت رئاسة ميركل. تسلمت ميركل المستشارية كأول مستشارة لألمانيا في 22 نوفمبر 2005. أعلن شرودر اعتزاله الحياة السياسية وتفرغه للعمل من جديد كمحامي وتحرير كتاب عن حياته.

## مذكراته
أصدر شرودر مؤخراً في 26 تشرين الأول أوكتوبر مذكراته عن دار نشر «هوفمان وكامبه Hoffmann und Campe» بعنوان Entscheidungen – Mein Leben in der Politik. (ISBN 3-455-50014-5) أي قرارات حياتي في السياسة. وحملت المذكرات نقداً لاذعا لسياسات الرئيس الأمريكي بوش فضلا عن انتقاد المستشارة الحالية لألمانيا ميركل.

## وصلات خارجية
- غيرهارد شرودر على موقع IMDb (الإنجليزية)
- غيرهارد شرودر على موقع الموسوعة البريطانية (الإنجليزية)
- غيرهارد شرودر على موقع مونزينجر (الألمانية)
- غيرهارد شرودر على موقع ميوزك برينز (الإنجليزية)
- غيرهارد شرودر على موقع ديسكوغز (الإنجليزية)
- غيرهارد شرودر على موقع قاعدة بيانات الفيلم (الإنجليزية)
- (بالألمانية)

```
موقع شرودر الشخصي
 
نسخة محفوظة
 6 مارس 2021 على موقع 
واي باك مشين
.
```

- (بالألمانية)

```
موقع حكومي
```

- نبذة عن غيرهارد شرودر على الموقع الرسمي الأكاديمية الروسية للعلوم